# Estrutura do Decamerão
Nota sobre a fonte deste verbete: Para a descrição das novelas, bem como as notas e referências citadas ao longo do texto (quando não especificadas outra origem), foi utilizada a seguinte edição em português:
- Giovanni Boccaccio, 1313-1375. Decamerão; tradução de Torrieri Guimarães. São Paulo: Abril Cultural, 1981 (vol. I e II)

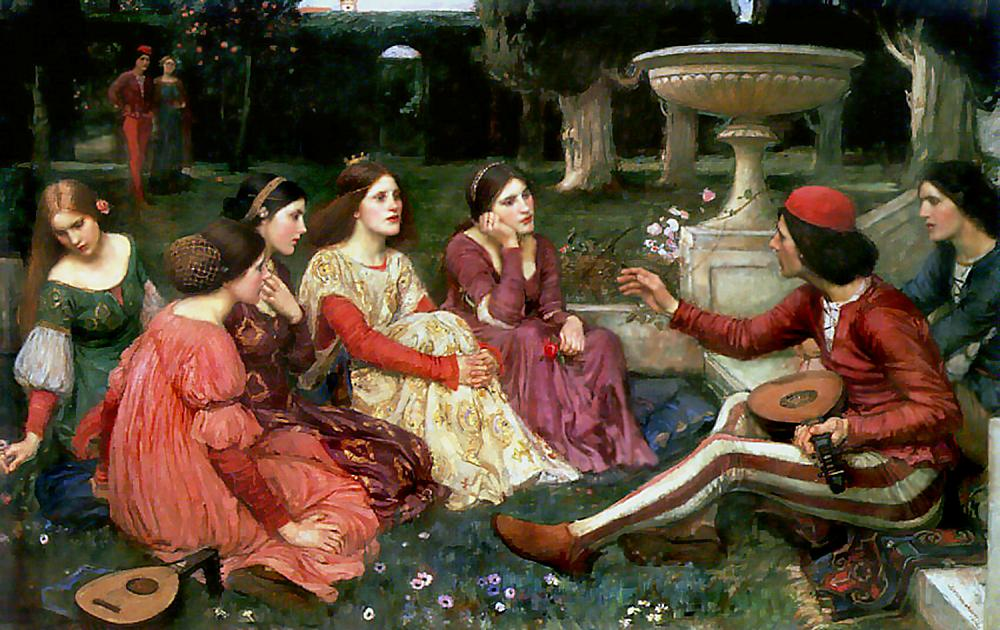
Waterhouse - Os jovens durante a narrativa.

A estrutura do Decamerão, obra-prima de Boccaccio, é formada por um conjunto de cem novelas, divididas em dez "jornadas" - onde dez jovens narradores se revezam em torno de um tema no qual cada um deve expor uma história que seja com este relacionada.
A primeira jornada começa por uma descrição dos efeitos da peste negra nas cidades, e assim justifica a razão para o encontro casual, em pleno campo, dos dez rapazes e moças de Florença, que darão voz às histórias.
Eles se dirigem para um local, a duas milhas da cidade, onde encontram um palácio curiosamente vazio e arrumado, dotado de excelente adega. Ali será o palco de o Decamerão.
Eleita Pampineia para dirigí-los na primeira noite de histórias, esta principia dando ordens aos criados de cada um, dividindo as tarefas para o bom andamento das jornadas.
O "papel" principal de cada Rei ou Rainha é o de determinar a temática das histórias a serem narradas.

## Primeira Jornada - Rainha Pampineia
►Temática: tema livre, de acordo com a preferência de cada um.

### Pânfilo
O Senhor Ciappelletto engana um santo frade fazendo-lhe uma falsa confissão; e morre. Em vida tendo sido muito mau, é considerado santo após a morte, passando a ser chamado de São Ciappelletto.

### Neífile
O judeu Abraão, sob a instigação de Giannotto di Civigni, vai à corte de Roma. Observando a maldade dos sacerdotes, retorna a Paris, onde se torna cristão.
O autor italiano Benvenuto da Ímola diz ser verídico este fato, que deve ter ocorrido antes da transferência do papado para Avinhon, em 1304.

### Filomena
O judeu Melquisedeque evita, com uma narrativa de três anéis, um enorme perigo que lhe fora preparado por Saladino.

### Dionéio
Um monge que caíra em pecado e merecedor de punição muito severa, escapa dessa pena acusando o seu abade de culpa semelhante.

### Fiammetta
Com um banquete de galinhas e certas palavrinhas amáveis, a Marquesa de Monferrato consegue reprimir o amor do rei da França.

### Emília
Um homem digno confunde, pela sua boa resposta, a perversa hipocrisia dos religiosos.

### Filóstrato
Narrando uma novela de Primasso e do Abade de Cligni, Bergamino critica com honestidade uma nova avareza surgida no Senhor Cane della Scala.

### Laurinha
Com nobres palavras, Guilherme Borsiere fere a avareza do Senhor Ermino dos Grimaldi.

### Elisa
Vendo-se melindrado por uma mulher da Gasconha, o rei de Chipre transforma-se, de mau que era, em homem de muito valor.

### Pampineia
O Professor Alberto, de Bolonha, de maneira elegante, faz envergonhar-se uma mulher que quis envergonhá-lo por ele ter se apaixonado por ela.

### Despedida
A rainha resolve nomear logo sua sucessora, indicando a Filomena, para que esta desde então adote as providências devidas, colocando então a coroa feita de guirlanda de flores sobre a cabeça de Filomena. Esta indica o tema da jornada, encerrando-se a noite com um canto por Emília.

## Segunda Jornada - Rainha Filomena

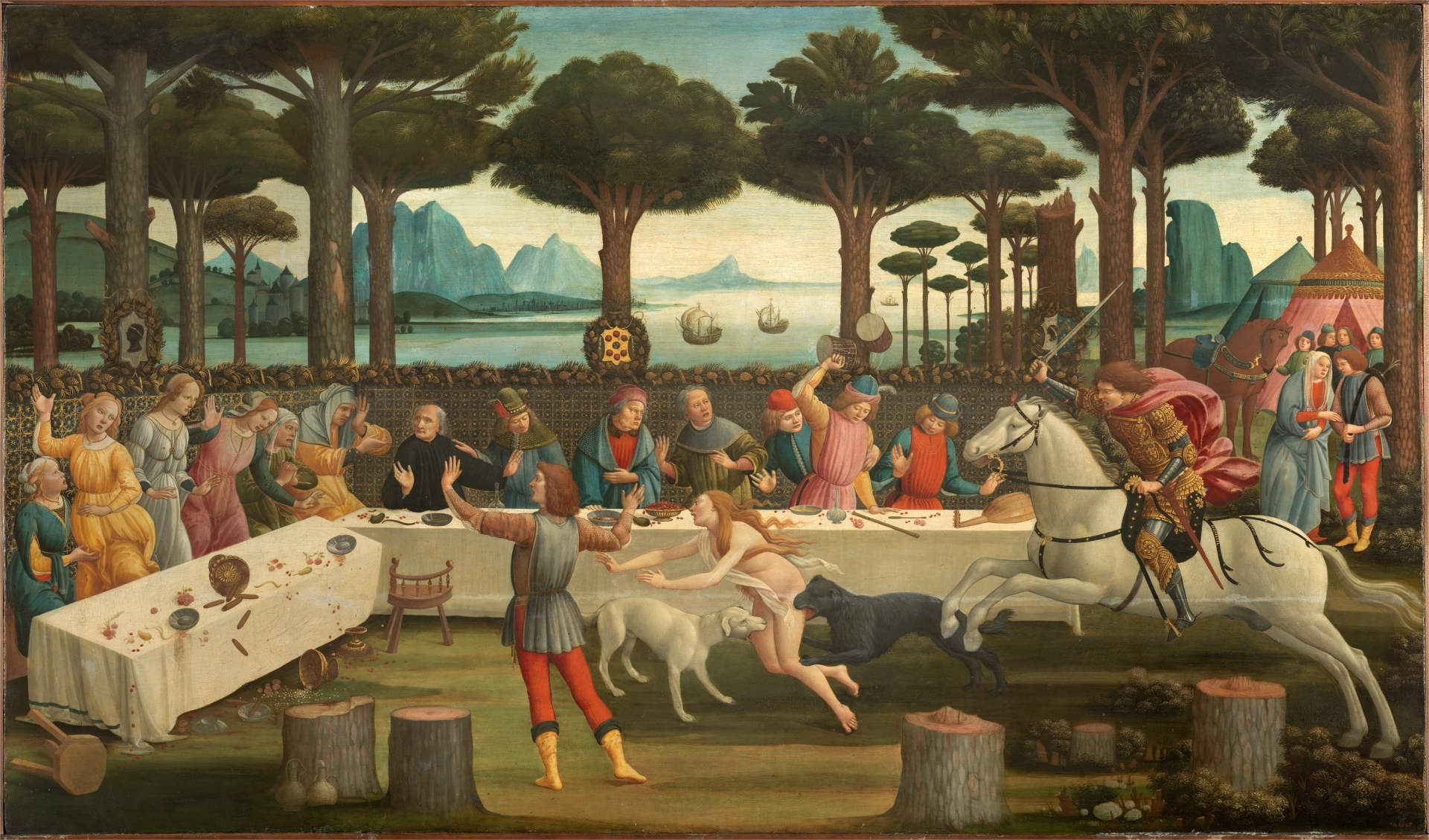
Ilustração de cena do Decamerão, por Sandro Botticelli.

►Temática: fala-se da pessoa que, perseguido por toda sorte de adversidades, conseguiu um resultado feliz, superando todas as expectativas.

### Neifile
Martelino, fingindo-se aleijado, age como pessoa que se cura pela graça de Santo Arrigo. Descoberta em seguida a farsa, Martelino é vaiado e entra, em dado momento, em perigo de ser pendurado pelo pescoço a uma corda. Finalmente, salva-se.

### Filóstrato
Rinaldo d'Asti é roubado; surge em Castel Guglielmo, onde uma viúva o hospeda. Ressarcido de seus prejuízos, retorna, são e salvo, à sua casa.

### Pampineia
Por gastarem mal os seus pertences, três moços ficam pobres. Um sobrinho deles, fazendo-se acompanhar por um abade, volta à sua casa, impelido pelo desespero. E descobre que esse abade era, disfarçada, a filha do rei da Inglaterra, a qual se casa com ele e paga os prejuízos sofridos pelos tios, fazendo-os voltar a situação econômica muito boa.

### Laurinha
Landolfo Ruffolo, depois de ficar muito pobre, faz-se corsário. Preso pelos genoveses, foge para o mar. Salva-se em cima de uma caixa cheia de jóias caríssimas. Em Corfu, salva-o uma mulher; e retorna à sua casa, outra vez muito rico.

### Fiammetta
Dirigindo-se a Nápoles, para comprar cavalos, Andreuccio, de Perúgia, é surpreendido por três graves acidentes, uma noite; saindo ileso de todos, retorna à própria casa com um rubi.

### Emília
A Senhora Berítola é encontrada, em companhia de dois cabritos, numa ilha. Tendo perdido dois filhos, ela parte para Lunigiana. Ali, um dos filhos indispõe-se com o empregador dela: e fica apaixonado pela filha dele, patrão, sendo, em consequência, atirado na prisão. A Sicília fica revoltada contra o Rei Carlos. Reconhecido pela mãe, o filho casa-se com a filha do patrão. Depois, o moço encontra-se com seu irmão; e volta à existência farta de antes.

### Pânfilo
O Sultão da Babilônia faz viajar a sua filha, a fim de que ela se case com o rei do Garbo. Em inúmeras peripécias, passados quatro anos, a jovem cai nas mãos de nove homens diferentes, em diferentes lugares. Por fim, devolvida a seu pai, ainda como virgem, a jovem vai para junto do rei do Garbo, como era a sua primeira intenção, para ser a sua esposa.

### Elisa
Por causa de uma acusação falsa, vai o Conde de Antuérpia para o exílio; deixa dois de seus filhos em locais diferentes, na Inglaterra; ao voltar da Irlanda, desconhecido, ele encontra esses filhos em boa condição. Como cavalariço, vai para o exército da França. Sendo reconhecido inocente, retorna à sua situação social anterior.

### Filomena
Barnabé, de Gênova, é ludibriado por Ambrosinho; perde o que tem; ordena que sua esposa, inocente, seja morta. Ela foge e, em trajes de homem, serve o sultão. Encontra o ludibriador, e atrai Barnabé a Alexandria. Ali, o enganador é castigado. A esposa volta aos trajes femininos; e regressa, com o marido, ambos ricos, para Gênova.

### Dionéio
Paganino de Mônaco rouba a esposa do Senhor Ricardo de Quinzica; sabendo onde ela está, este vai até lá e se faz amigo de Paganino. Solicita-lhe que devolva a esposa, e ele, desde que ela o deseje, atende-o. Contudo, ela não deseja voltar para junto dele; morrendo o Senhor Ricardo, torna-se esposa de Paganino.

### Despedida
Nomeada Neifele a nova diretora do grupo, esta decide que, estando ali já por quatro dias, em sendo uma quinta-feira, que o dia seguinte seja de louvor à paixão do Cristo e reservado à oração; o sábado, dia em que se tomam banho as mulheres - que as novelas somente se reiniciem no domingo. Como já se tinham demorado naquele lugar, com receio de que aparecessem ali estranhos, decidiu que procurassem um novo sítio.

## Terceira Jornada - Rainha Neifile
►Temática:Após terem se instalado num outro palácio, de limpa água e rica adega, deveriam as histórias versar sobre: aquilo que muito se deseja e finalmente é alcançado ou algo que, depois de perdido, se recupera.

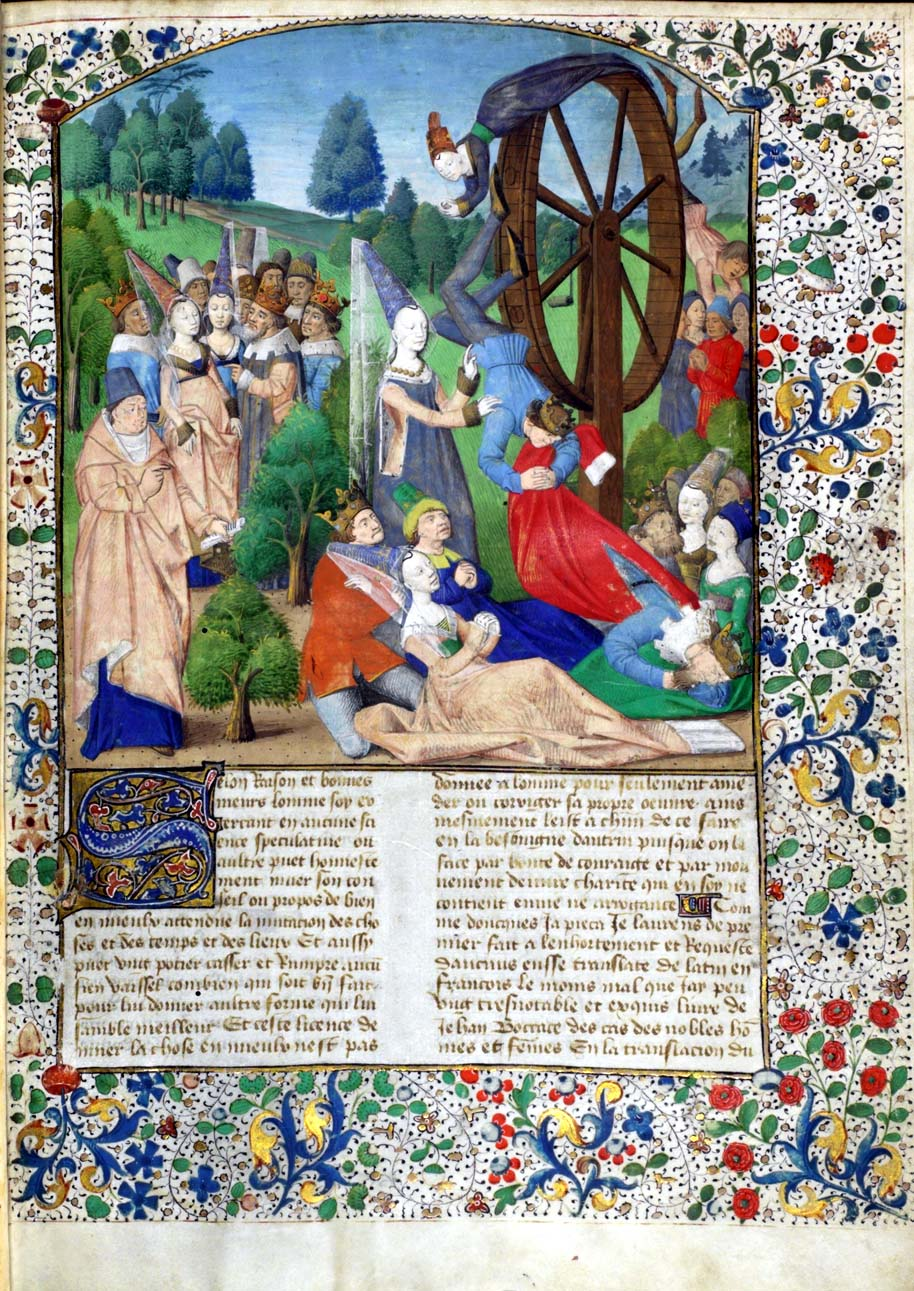
Iluminura da obra de Boccaccio "De Casibus Virorum Illustrium" (Paris, 1467).

### Filóstrato
Masetto de Lamporecchio finge-se mudo e torna-se jardineiro de um convento de mulheres; e elas disputam, entre si, para se deitarem com ele.

### Pampineia
Deita-se um palafreneiro com a mulher de Agilulfo, rei; tacitamente, Agilulfo fica sabendo do caso; encontrando o culpado e tosa-o; o tosado tosa todos os demais; e desse modo foge à própria desgraça.

### Filomena
Dando à sua artimanha o aspecto de confissão e de castíssima consciência, uma mulher apaixonada por um jovem leva um frade circunspecto (sem que ele o perceba) a fazer com que seja satisfeita a vontade dela.

### Pânfilo
Dom Félix ensina ao Frade Puccio de que maneira poderá tornar-se beato, submetendo-se a uma penitência. O Frade Puccio submete-se; enquanto isso, Dom Félix passa ótimos quartos de hora com a mulher do frade.

### Elisa
Dá o Zima ao Senhor Francisco Vergellesi, o seu palafrém; assim, com licença dele, fala a sua mulher; como esta se cala, ele mesmo responde, fingindo ser ela que responde; e, conforme a sua resposta, segue-se a consequência devida.

### Fiammetta
Ricardo Minutolo ama a esposa de Filipinho Sighinolfo; ela fica enciumada quando Filipinho lhe conta que deve ir, em companhia da esposa de Ricardo, a um banho no dia seguinte; por isso, Ricardo a induz a ir a esse banho; e, pensando que está com o marido, ela percebe, depois, que esteve com Ricardo.

### Emília
Perturbado por causa de uma mulher, Teobaldo deixa Florença; volta para esta cidade, como um peregrino depois de certo tempo; fala com aquela mulher, dando-lhe a conhecer o erro em que incorreu; livra da morte o marido dela, que se tinha provado que matara; acalma-o com os irmãos; e, em seguida, com sabedoria, saboreia prazeres com a mulher que ama.

### Laurinha
Depois de ter comido certo pó, Ferondo é enterrado como se estivera morto. O abade, que goza prazeres de amor em companhia da esposa dele, retira-o do sepulcro e coloca-o na prisão, dando-lhe a entender que se acha no purgatório. Em seguida, ressuscitado, aceita como sendo seu um filho que nascera dos amores do abade com sua esposa.

### Neifile
Giletta de Narbona cura o rei de França de uma fístula; pede-lhe que lhe dê, como marido, a Beltrão de Rossilhão, que, casando-se com ela contra a própria vontade, vai, só de raiva, para Florença; apaixona-se, ali, por uma jovem; na pessoa dela, Giletta mantém relações com ele, e lhe dá dois filhos; por isso, ele começa depois a querer-lhe bem; e passa a tratá-la como esposa.
Esta novela serviu como base para a peça Tudo Bem quando Termina Bem, de William Shakespeare.

### Dionéio
Alibeque faz-se eremita, e o Monge Rústico ensina-lhe como se faz para reenviar o diabo ao inferno - iludindo a moça, tendo com a mesma relações carnais. Esta, dona de um "inferno", deve receber-lhe o "diabo" quando, por orgulho, este levante a cabeça. Tendo seus pais morrido num incêndio, ela é feita herdeira, e Neerbal a desposa. Antes de com ele deitar-se, conta como fazia para servir a Deus, no deserto, criando assim um ditado popular, segundo o qual o "serviço mais prazeroso a ser prestado a Deus é o de colocar o diabo no inferno".

### Despedida
Depois de três mulheres, é nomeado o primeiro homem. Filóstrato (nome que em grego significa literalmente "abatido pelo amor") é o escolhido. Sob um canto por Laurinha, encerram esta jornada.

## Quarta Jornada - Rei Filóstrato

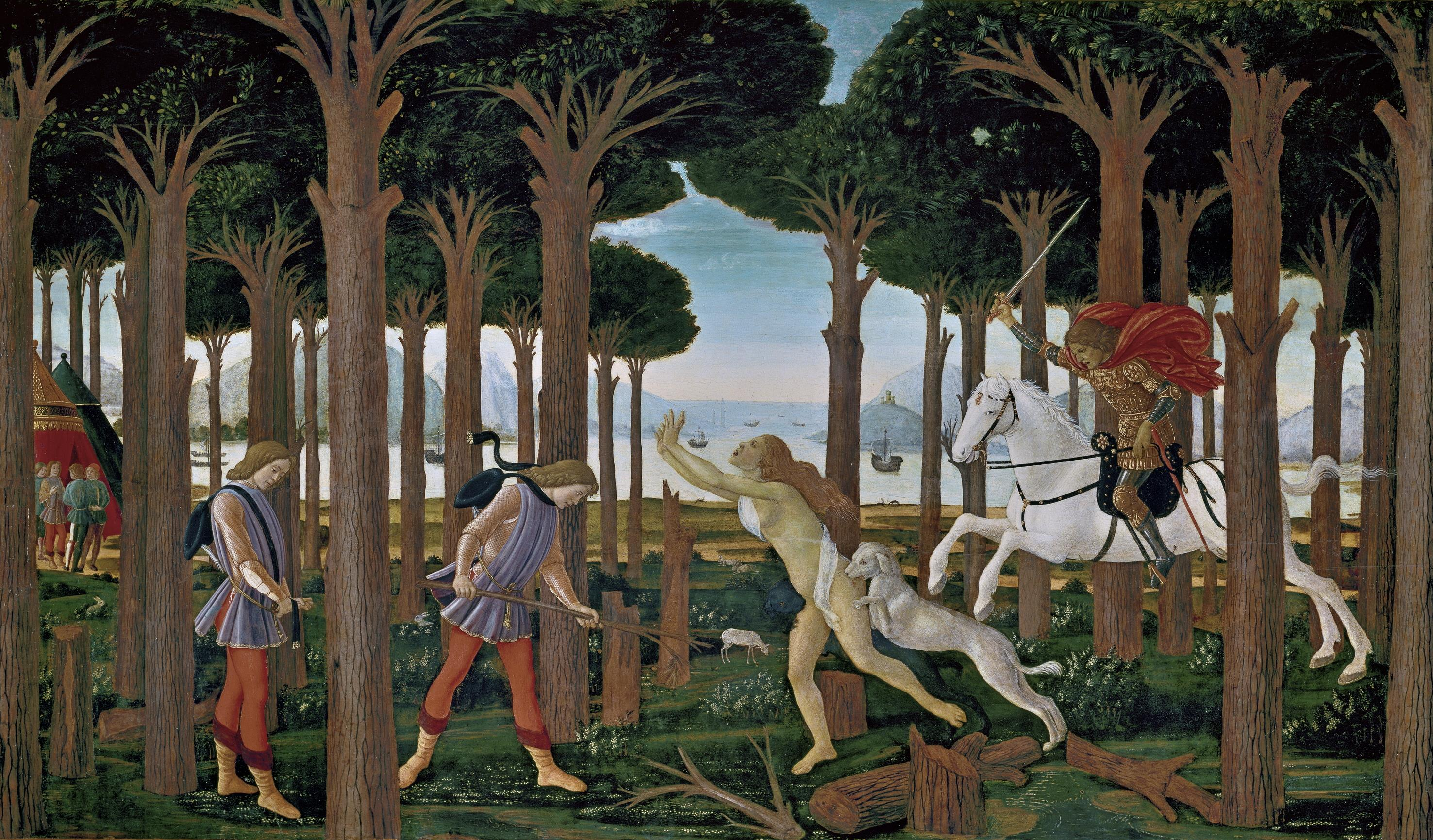
Ilustração de cena do Decamerão, por Sandro Botticelli.

►Temática: Os amores que tiveram um final infeliz.

### Fiammetta
Tancredo, príncipe de Salerno, mata o amante da filha; e envia à filha o coração dele, numa taça de ouro. A filha coloca sobre o coração, na taça, água envenenada, que bebe. E desse modo morre.

### Pampineia
Frei Alberto convence certa mulher de que o anjo Gabriel está enamorando dela; e, tomando forma desse anjo, deita-se com ela inúmeras vezes. Depois, receando os parentes dela, joga-se da janela de sua casa, e vai curar-se na casa de um pobre homem. No dia seguinte, este o leva à praça pública, na forma de um homem selvagem. Ali, Frei Alberto é reconhecido e preso pelos frades, e depois encarcerado.

### Laurinha
Três rapazes amam três irmãs, e fogem com elas para Creta. A mais velha, levada pelo ciúme, mata seu amante; a segunda, dando-se ao duque de Creta, poupa a vida da primeira; o amante da segunda mata-a e foge com a primeira. O terceiro amante é acusado do crime, junto com a terceira mulher; são os dois presos e, com medo de morrer, subornam com dinheiro o guarda do cárcere; em seguida, fogem, pobres, para Rodes, onde morrerão na miséria.

### Elisa
Contrariando a fé a jurada pelo Rei Guilherme, seu avô, Gerbino oferece combate a um navio do rei de Túnis, para retirar dele uma filha deste rei. A moça é assassinada pelos marujos do navio, os quais, por sua vez, são mortos por Gerbino e por seus companheiros. Gerbino depois é decapitado.

### Filomena
Os irmãos de Lisabetta matam o amante dela; o morto surge-lhe em sonho, e indica-lhe o lugar onde está soterrado. Ocultamente, a jovem desenterra a cabeça do amante; coloca-a num vaso de terracota de manjericão; sobre esse vaso, passa a chorar diariamente, durante uma hora por dia; os irmãos retiram-lhe o vaso; e, passando algum tempo, ela morre de pesar.

### Pânfilo
Andreoula ama Gabriotto; conta para ele um sonho que teve; ele conta-lhe outro, e falece, de repente, nos braços dela. Enquanto ela, junto com uma aia, tenta carregar-lhe o corpo para a casa dele, é presa pela Senhoria; ela conta como ocorreu o fato. O podestade deseja forçá-la; ela não o tolera. O pai dela fica sabendo do fato e, depois que ela é considerada inocente, faz com que seja posta em liberdade. Recusando-se, terminamente, a continuar no mundo, a moça faz-se monja.

### Emília
Simona tem amor a Pasquino; os dois estão juntos num horto; Pasquino esfrega nos próprios dentes numa de salva; e morre. Simona é presa; em querendo mostrar ao juiz de que modo Pasquino morreu, esfrega também nos dentes uma daquelas folhas; e, do mesmo modo, morre.

### Neifile
Girólamo ama Salvestra; forçado pelas súplicas da mãe, dirigi-se a Paris; ao retornar, acha casada a jovem dos seus amores; entra, às ocultas, na casa dela, e morre-lhe ao lado, e seu corpo é conduzido para uma igreja; e lá Salvestra morre ao lado dele.

### Filóstrato
O Senhor Guilherme Rossilhão dá de comer, à sua esposa, o coração do Senhor Guardastagno, por ele morto e por ela amado. A mulher fica sabendo do fato; então, joga-se de uma alta janela ao chão; e morre, e em seguida é enterrada com o seu amante.

### Dionéio
A mulher de um médico coloca, em uma arca, o seu amante, porque o tinha como morto, quando, na verdade, ele somente tinha bebido ópio. A arca, com ele dentro, é levada, por dois usurários, para a casa deles. O amante recobra os sentidos, e é preso como ladrão. A aia da mulher do médico afirma, na Senhoria, ter sido ela a pessoa que colocou o homem dentro da arca roubada pelos usurários. Por isso, escapa o amante da forca, enquanto os agiotas são condenados a uma pena em dinheiro, por terem roubado a arca.

### Despedida
- Encerrando esta jornada, com nove novelas que tinham emocionado o grupo e uma última que os divertira, coroou Filóstrato a Fiammetta, a rainha que no dia seguinte conduziria as novelas. E, antes, seu primeiro ato é ordenar que o seu predecessor cante-lhes uma ode - fazendo ele uma tal declaração que provocara na sua amada o rubor.

## Quinta Jornada - Rainha Fiammetta
►Temática: após sofrimentos, as pessoas que tenham amado encontram a ventura.

### Pânfilo
Cimone apaixona-se por Ifigênia, a quem rapta. Preso, é libertado por Lisímaco e juntos raptam novamente Ifigênia e Cassandreia, amada do seu companheiro, fugindo os quatro para Creta, onde se casam. Depois, finalmente podem todos retornar para casa.

### Emília
Martuccio Gomito, rapaz pobre, ama a Constança, mas não pode desposá-la. Tenta, então enriquecer, mas perde tudo num assalto. Acreditando-o morto, Constança lança-se ao mar, indo parar em Tunis, onde reencontra o amado que ali fizera fortuna aconselhando o rei. Casam-se e, ricos, voltam para a ilha natal, Lípari.

### Elisa
Pedro Boccamazza era nobre romano, apaixonou-se por uma plebeia chamada Agnolella. Seus próprios parentes opõem-se, e o pai da moça recusa a proposta de casamento. Assim, fogem ambos mas, em caminho, são roubados. Agnolella consegue fugir e abrigar-se num castelo, enquanto Pedro é feito refém. Conseguindo fugir, e após muitas aventuras, reencontra sua amada e casam-se, voltando novamente a Roma.

### Filóstrato
Apaixona-se Ricardo Monardi pela filha do rico senhor Lízio di Valbona e da Senhora Jacomina, quando estes estavam já em idade um tanto avançada, e chamada Catarina. Visitando a casa frequentemente, ela percebe o amor do jovem e corresponde-lhe. Encontram-se pela noite na varanda, onde a garota conseguira ficar para dormir, a fim de ouvir o canto do rouxinol. Adormecem, ela com a mão segurando aquilo que as mulheres, estando entre os homens "não chamam pelo nome real". Seu pai os flagra, dizendo que ela segurara o "rouxinol", tanto dele se agradara. Casam-se, enfim, Ricardo podendo então engaiolar seu rouxinol, de dia e de noite.

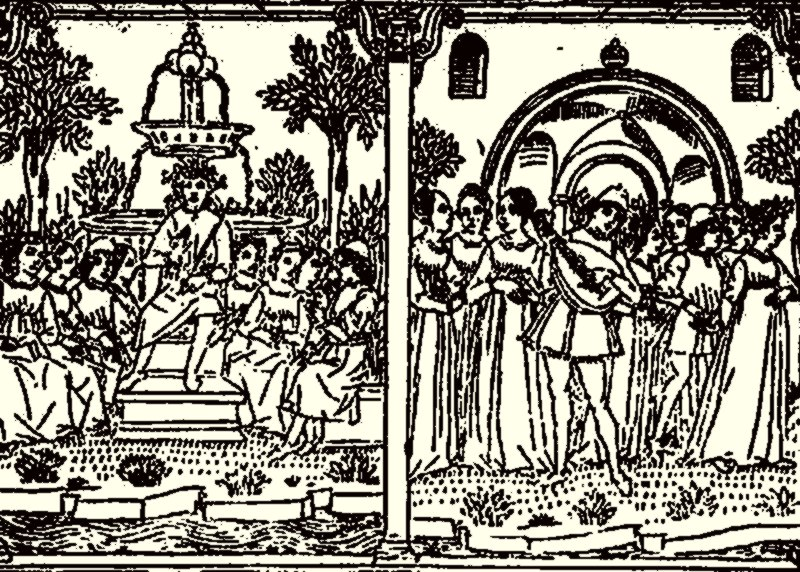
Ilustração representando os narradores das estórias (c. 1492).

### Neífile
Morrendo Guidotto de Cremona, deixa sua filha aos cuidados do velho amigo Jacomino de Pavia. Dois amigos, Giannuol di Severino e Minghino di Mingole apaixonam-se por ela e disputam entre si. Para evitar o encontro deste último com sua amada, vigia a casa Guiannuol, com um grupo armado. Os dois grupos lutam, e muitos são presos, inclusive os dois amantes. Os parentes, para libertá-los, suplicam ao tutor que lhos perdoasse, e este revela a origem da jovem: a cidade de Faenza, tomada de assalto pelo Imperador Frederico - na pilhagem, levara seu velho amigo também a criança. É apurado, então, que Catarina era irmã de Giannuol, e esta se casa com Minghino.

### Pampineia
Gianni di Prócida ama a jovem Restituta, que é raptada por sicilianos, levando-a para presentear o então jovem Rei Frederico, daquela ilha. Procurando-a, encontra Gianni sua amada em cuba, com se chamava um dos jardins do rei. Entregam-se ardentemente, adormecendo. O rei os flagra, ordenando que os dois, nus, fosse amarrados um de costas para o outro, em praça pública em Palermo, e assim arderiam numa fogueira. Por interseção do Almirante Rogério dell'Oria, o rei volta atrás e não apenas liberta os dois, como os compensa pela humilhação.

### Laurinha
Raptado por turcos, Teodoro é vendido ao senhor Américo Abate, de Trápani, ao tempo em que era rei da Sicília a Guilherme. Ali, cresce como criado mas vivendo qual fosse um filho. Apaixona-se pela filha do seu dono, Violante, que dele fica grávida. Dando à luz, a criança é condenada à morte cruel, e Teodoro é levado sob açoite para a forca. Passando diante de um hotel, embaixadores do rei da Armênia enviados ao papa se inteiram de tudo, e Teodoro é por um deles reconhecido como seu filho. Libertado, casa-se com sua amada.

### Filomena
Anastácio degli Onesti ama uma jovem, mais rica e nobre que ele, que o despreza. Gastando seus haveres, é instado por seus parentes a mudar-se. Ficando num caminho, tem a visão de um cavaleiro já morto – Guido degli Anastagi, seu conterrâneo da Romanha – que suicidara-se por amar uma bela moça, e condenado, junto à mesma, a persegui-la na eternidade, sempre alcançando-a e matando-a. Anastácio então convida sua amada para um banquete, onde também ela assiste ao triste espetáculo, e assim converte o ódio em amor e casa-se com ele.

### Fiammetta
Frederico, filho de Felipe Alberighi, da Toscana, apaixonou-se por uma Senhora Joana, despendendo todos os seus haveres. Esta se casa e tem um filho. Ficando viúva, cai-lhe doente o filho que, para curar-se, pede à mãe o falcão que Frederico possuía. Joana vai até seu antigo afeto, disposta a tudo fazer para dele obter a ave. Na sua pobreza, sem nada ter a oferecer à visita da amada, ele mata o falcão e o serve como almoço. A mulher reconhece o gesto e, tendo morrido o filho, resolve casar-se com ele.

### Dionéio
Pedro de Vinciolo, de Perúsia, não era muito afeito às cousas de que gostam, ou devem gostar, os homens. Para manter a boa fama, entretanto, casou-se com uma fogosa mulher a quem não satisfez pois: "basta uma só mulher para cansar muitos homens, enquanto muitos homens não chegam a cansar uma só mulher". Esta engendra um encontro com um rapaz que, numa noite em que o esposo sai para jantar em casa do amigo Herculano, vai ter-lhe na casa. Mas o marido logo retorna, dizendo que nem jantar houvera, pois o amigo descobrira um rapaz oculto pela mulher. Tendo ambos fugido, ele voltara. Então a esposa censurou a conduta da outra, enquanto seu amante jazia, por sua vez, oculto num cesto de carregar galinhas. Um jumento, então, pisa-lhe nos dedos, e o moço grita, atraindo a Pedro, que o descobre. Mas, para surpresa de todos, não recrimina a ninguém. No dia imediato o rapaz foi visto, sem saber se na noite anterior acompanhara à mulher ou… ao marido.

### Despedida
Não riram as mulheres deste último conto do Dionéio, por vergonha. A rainha então coroou Elisa. Esta tomou as providências junto aos fâmulos, estipulou a nova temática das histórias do dia seguinte. Dionéio iniciou a cantoria, pelo que foi muito elogiado.

## Sexta Jornada - Rainha Elisa
►Temática: Aqueles que, rápida e prontamente, respondem a uma situação de perda, perigo ou ridículo, com uma única frase, invertendo a posição de desvantagem em que se achavam.

### Filomena
A senhora Oretta, esposa de Geri Spina, andava pela zona rural. Num costume medievo, um dos cavaleiros que seguia no grupo ofereceu-se para acompanhá-la, narrando uma novela. Mas este tanto se embaraça que a narrativa surge enfadonha e truncada. Ante aquilo, a senhora diz-lhe:"Como tem duro trote este cavalo, meu senhor. Rogo-te então que me deixe continuar a pé".

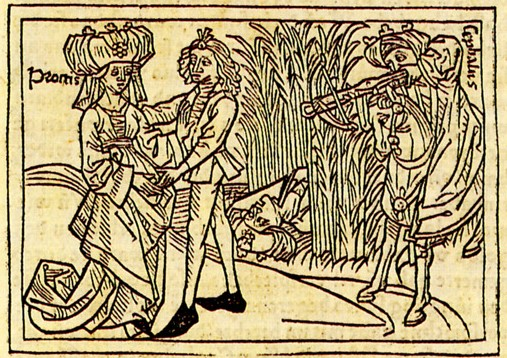
Ilustração do século XV.

### Pampineia
O mesmo senhor Geri Spína recebe ilustres visitas: emissários do Papa Bonifácio, com os quais desfila pelas ruas de Florença. O pobre e rico padeiro Cisti, fazendo-se notar, oferece-lhes vinho de sua lauta adega. Tanto agradou que o senhor Geri manda-lhe, doutra feita, um lacaio a pedir-lhe um odre de tão excelente bebida. O criado, porém, leva um grande recipiente. Recusa-se este, porém, ante tamanha quantidade e, inquirido pelo servo a quem deveria ter ido, responde: "Ao Arno", referindo-se ao rio italiano. Retornando, o criado dá o recado e Geri compreendeu o erro do servo, e o desfez, ficando ambos amigos.

### Laurinha
O catalão e capitão-de-armas do rei Roberto, Diego della Ratta, cobiçando a sobrinha de um irmão do bispo de Florença, Antônio d'Orso, propõe ao marido dela dar-lhe 500 florins de ouro, em troca de uma noite de amor. Avarento, o esposo concordou. Em pagamento, porém, recebera popolinos de prata, que o capitão mandara doirar. Havia naquele tempo uma bela mulher, também casada, de nome Monna Nonna dei Pulci, a quem o bispo d'Orso desafiou, certa feita, se resistiria ao assédio do belo capitão. Vendo sua honra exposta diante de muitos, esta prontamente respondeu-lhe a ambos: "Senhor, pode até ser que ele não me derrotasse, mas certamente eu iria exigir moeda legítima".

### Neífile
Chichibio, cozinheiro de Conrado Gianfigliazzi, foi por este encarregado de assar um grou que abatera. O cozinheiro, porém, trocou uma das coxas do animal pelos favores de Brunetta e, chamado pelo patrão, garantiu-lhe que os grous têm apenas uma perna. No dia seguinte, foram ambos ao rio onde os pássaros dormiam sobre apenas uma das pernas. Mostrando-as, procurou Chichibio livrar-se do castigo, mas Conrado grita-lhes e, assustadas, as aves baixam sua outra perna. Vendo aquilo, o cozinheiro diz: "Mas ontem o senhor não gritou"

### Pânfilo
Havia em Florença feio senhor chamado Forese de Rabata, notável jurista, ainda mais feio que o mais feio dos Baronci (vide a novela seguinte); também havia Giotto, grande talento na pintura, igualmente horroroso de aspecto. Estavam ambos já velhos quando, encontrando-se numa estrada, são apanhados por uma chuva. Abrigam-se em casa de um lavrador, que lhes empresta velhas capas. A caminho novamente, os trapos e seus ocupantes são molhados e salpicados de lama, que lhes piora o aspecto. Vendo o pintor naquele estado, e ignorando o próprio, Forese diz: "Acha que um forasteiro que o visse poderia acreditar estar diante do maior pintor do mundo?" - ao que o artista respondeu: "Acho, desde que, se olhando-o, acreditasse que você conhece o a-bê-cê"…

### Fiammetta
Lembra a nobreza dos Baronci. Miguel Scalza era um agradável rapaz que, reunido a outros jovens, discutiam em Mont'Ughi, e debatiam quais os mais antigos fidalgos de Florença, dentre os Uberti e Lamberti. Scalza então defende uma ideia diversa: o mais antigo dos gentis-homens, de Florença e da Marema (nome pelo qual se designavam os pântanos da Itália central), eram os Baronci. Foi contestado até que Neri Mannini aposta com ele, sendo juiz Piero di Florentino. Com a palavra, Scalza declarou: Deus havia criado os homens perfeitos, bem acabados, mas antes de fazer os demais homens, precisou ensaiar, e então fizera os Baronci antes de todos. Eram, portanto, os mais antigos, como provava sua feiúra.

### Filóstrato
Havia na cidade de Prato uma lei que mandava queimar a mulher adúltera, flagrada pelo marido. Rinaldo dei Pugliesi encontrou ali sua esposa, a senhora Filipa, em os braços de Lazarinho dei Guazzagliotri e, para não sujar as mãos num crime, resolveu aplicar a lei. Aconselhada a fugir, Filipa foi até o podestade que, vendo-a tão bela, lamentou ter de aplicar tão severa lei. Esta porém, argúe do esposo se lhe dera sempre o que este desejara. Após este confirmar, ela pergunta se o que ele não desfrutara deveria ser jogado fora ou, ao contrário, não era melhor que ela o desse a um gentil-homem. Todos aprovaram a resposta, e a lei pratense foi mudada.

### Emília
Fresco da Celático tinha uma sobrinha, Ciesca, cheia de vontades e manias, a quem tudo soava desagradável. Certo dia feriado, ela retorna mais cedo, ao que o tio indagou-lhe o motivo de tão breve passeio. Esta se queixa de tudo e de todos, ao que o tio, enfadado das manias dela, retruca para que nunca se mire num espelho, se quiser ficar longe de pessoas chatas.

### Elisa
Era costume em Florença o reunirem-se os genti-homens da zona rural. Um sempre pagava a conta, e assim, sucediam-se nas despesas. No grupo de Betto Brunelleschi tudo fizeram por atrair a Guido Cavalcanti, que entretanto, mostra-se arredio. Este, diziam, tentava provar que Deus não existia. Decididos a provocá-lo, certo dia, cercaram-no num cemitério Betto e os seus, perguntando-lhe se, provando a inexistência de Deus, o que teria feito. Respondeu-lhes, então: "Podem dizer os senhores, nas suas casas, o que lhes aprouver". Saltando sobre a tumba, escapou, deixando-os sem compreender o que aquilo dizia, até que o próprio Betto elucidou: tinham sido ofendidos, pois ali era a "casa" deles - e valiam tanto suas palavras quanto a dos mortos.

### Dionéio
Frade Cipolla promete aos fiéis exibir uma sua relíquia: a pena do anjo Gabriel. Giovanni del Bragoniera e Biagio Pizzini, dois rapazes espertos, decidem aprontar com o religioso. Tinha este um criado tão "bom", que apenas sobressaíam-lhe nove defeitos (era vagaroso, sujo e mentiroso; negligente, desobediente e maledicente; descuidado, desmemoriado e mal-educado), chamado Guccio, e a quem incumbira de vigiar suas coisas. Este, porém, distrai-se com uma criada e os dois malandros furtam, nas coisas do frade, uma pena de papagaio - ave desconhecida, então. Em seu lugar puseram carvões. Na hora de apresentar a relíquia ao povo, o padre, vendo os carvões, discursa sobre seu engano, tendo pegado a caixa que continha carvões da fogueira onde ardera o mártir São Lourenço. E todos contribuíram com seus dízimos, tocando em tão preciosas relíquias. Os jovens, rindo, devolveram a pena a ele - e no ano seguinte esta pena rendeu-lhe tanto quanto os carvões.

### Despedida
Passa Elisa a coroa a Dionéio que determina a temática da jornada seguinte, sob protesto das mulheres: como enganam as mulheres aos seus maridos. Este mantém-se firme, e sua proposta continua. Enquanto vão os rapazes jogar xadrez, a convite de Elisa elas vão a um lugar chamado Vale das Mulheres. Ali, num lago, e com a vigilância de uma aia, banharam-se nuas e, retornando, dizem que tinham enganado os moços - fazendo na prática aquilo que iriam narrar em seguida. Tão belo era o lugar que o rei ordenou que, para a jornada seguinte, se transferissem para o vale.

## Sétima Jornada - Rei Dionéio

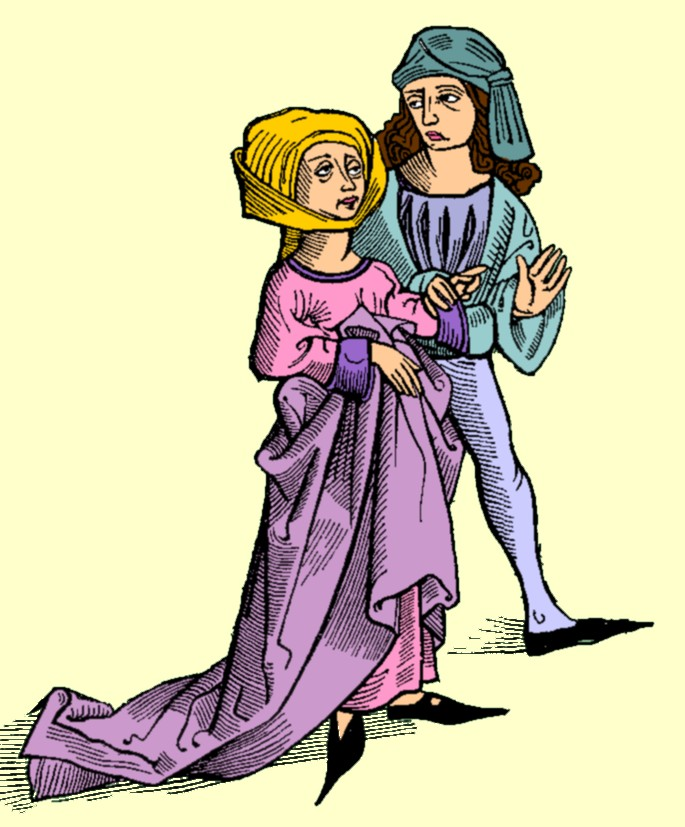
Desenho do século XV.

►Temática: Os enganos que, por amor ou para salvar a si mesmas, já praticaram as mulheres contra seus esposos, quer tenham ou não eles notado que foram ludibriados.

### Emília
Gianni Lotteringhi tem bela esposa, Monna Tessa, que se enamorara de Frederico di Neri Pegolotti. Ambos se encontravam, no verão, na casa de campo do casal, onde o marido ia por vezes. Certa noite, não o esperando, o amante vem sem que ela lembrasse de avisá-lo. Chegando Frederico, bate na porta. A mulher, então, diz que é um fantasma, e ambos passam a orar de forma a avisar o intruso de que o Gianni estava em casa.

### Filóstrato
Em Nápoles, um homem casou-se com Peronella, linda e jovem. Dela se enamorou um rapaz de nome Giannello, e passaram a se encontrar quando saía o marido para o trabalho de pedreiro. Certa manhã este voltou, e o amante ocultou-se numa barrica, objeto que tinha sido vendido pelo traído por cinco liriados, e ali estava o comprador para levá-la. Vendo que seria descoberta, ela presto diz que fora mais esperta, e já o vendera por 7. Giannello, que a tudo ouvia, saltou para fora e fez-se de comprador e, alegando estar suja por dentro, ainda fez com que o marido lá entrasse para limpá-la mui bem, sob fiscalização da esposa que, de bruços, o orientava enquanto, por trás, satisfazia-se Giannello. Ao fim do amor, afasta-se o jovem da mulher, Peronella tira sua cabeça lá de dentro, e sai o marido da barrica, recebendo então seu pagamento.

### Elisa
Em Siena, o jovem Rinaldo enamora-se da vizinha Agnes. Faz-se compadre de seu marido e confessa-lhe o amor, sem maiores sucessos. Tornando-se frade e, como estes todos, afeitos aos prazeres mundanos. Voltou, assim, a assediar a comadre. E, comparando-se ao pai do afilhado, diz-lhe que, "sendo menos pai" posto que padrinho, também haveria de deitar-se com ela. Amaram-se por diversas vezes até que, numa delas, chega o marido. A mulher, espertamente, abre a porta, enquanto veste-se o frade pelado, dizendo ao marido que este viera para salvar da morte o filhinho de ambos, demorando-se nas explicações. Ao cabo de vestir-se, tomou a criança e assim safaram-se todos, santarrões, orando o pai-nosso.

### Laurinha
Em Arezzo rico homem chamado Tofano tinha por esposa a bela Monna Guita, da qual tinha ciúmes. Esta, para vingar-se desse sentimento do esposo, deu vazão aos desejos de um rapaz que dela se enamorara. Incentivou as bebedeiras do marido, quando então se encontrava com o amante. Desconfiando, Tofano fingiu certa feita embriagar-se e, quando a mulher saiu, trancou-a fora de casa. Retornando, e vendo que este lhe armara uma cilada, deliberou uma solução: ameaçou atirar-se num poço e todos os arentinos, que não sabiam de suas escapadas, reputariam sua morte ao marido bêbedo. Assim, espertamente jogou n'água uma pedra. Tofano correu para salvá-la mas esta, que se ocultara, tranca-o fora de casa e, então, gritando contra as bebedeiras do marido, escandaliza sua conduta ignóbil. Este consegue voltar para casa, não sem antes permitir à mulher que procedesse como lhe aprouvesse, desde que discretamente.

### Fiammetta
Em Rímini havia um homem muito ciumento que disfarçou-se de padre para ouvir a confissão da esposa. Esta revela que estava enamorada de um jovem. De posse dessa informação, e para evitar a consumação do pecado, passa a vigiar a entrada da casa enquanto a mulher, trancando-se no sobrado, recebia o amante noites seguidas pelo telhado. Sem nada flagrar, diz finalmente à mulher que era ele o confessor, exigindo-lhe que contasse tudo. Ela, porém, diz que percebera-lhe a artimanha e, para dar-lhe uma lição, inventara tudo. O marido, satisfeito por ter uma mulher tão inteligente e fiel, relaxou a vigília. Passou ela, então, a receber o amante pela porta, e não mais pelo telhado.

### Pampineia
Estando com Leonetto, a senhora Isabel é visitada pelo senhor Lambertuccio, por quem é amada; o marido dela volta a casa; e Lambertuccio é despachado com um punhal na mão; em seguida, o marido dela acompanha Leonetto.

### Filomena
À senhora Beatriz, Ludovico revela o amor que lhe devota; ela manda Egano, seu marido, para um jardim, disfarçado, fingindo ser ela mesma; nesse entrementes, contudo, deita-se ela com Ludovico; depois, levantando-se da cama, Ludovico vai espancar Egano no jardim.

### Neífile
Faz-se um homem ciumento de sua esposa; ela, amarrando um barbante a um dedo, no curso da noite, é avisada da chegada do seu amante. O marido percebe a artimanha. Enquanto o marido persegue o amante da esposa, esta põe, na cama, outra mulher, à qual o marido dá uma surra e corta as tranças; em seguida, vai o marido à procura dos irmãos da mulher, e conta-lhes a traição conjugal; percebem os irmãos que a acusação peca pela base; e dizem impropérios ao marido.

### Pânfilo
A esposa de Nicóstrato, Lídia, ama a Pirro; para crer no amor dela, ele pede-lhe que realize três coisas; e ela realiza-as todas; além do mais, na presença de Nicóstrato, desfruta de prazeres com ele, chegando a fazer com que Nicóstrato ache que não é verdadeiro o que viu.

### Dionéio
Dois sienenses dedicam amor à mesma mulher, comadre de um deles. O compadre falece, e, conforme promessa feita, surge ao companheiro que sobreviveu, narrando-lhe como é que se vive no além.

## Oitava Jornada - Rainha Laurinha
►Temática: As burlas que praticam os homens entre si, ou as mulheres contra as outras, e umas contra os outros e vice-versa.

### Neífile
Gulfardo apaixona-se pela esposa de Guasparruolo Cagastraccio, seu amigo. Ao tentar seduzi-la, através de um emissário, porém, ela exige-lhe 200 florins de ouro. Ante a vilania daquela que supunha casta, engendrou o plano seguinte: tomou a quantia emprestada ao próprio marido da infiel e, quando este viaja, vai ter com ela, entregando a quantia diante do mesmo emissário, dizendo-lhe para ser entregue ao marido. Ela nada entende e entrega-se-lhe aos desejos. Tão logo retorna da viagem o esposo, Gulfardo, junto à testemunha, revela que não precisara do empréstimo feito, e que o devolvera à mulher. Esta, sem poder negar o fato, entrega ao marido o pagamento por sua traição que, assim, saiu de graça ao esperto cliente.

### Pânfilo
Na pequena cidade de Varlungo havia um padre que apaixona-se por Monna Belcolore, esposa do lavrador Bentivegna del Mazzo. Envia pequenos presentes a ela, sem sucesso. Então, certo dia, o marido indo à cidade, o padre aproveita-se para fazer uma visita a Monna. Esta, para atender-lhe, exige pagamento. À falta do dinheiro, o cura deixa-lhe o próprio capote em garantia. Ela aceita e ambos vão a uma cabana onde o vigário a torna "parenta de Deus Nosso Senhor". De volta, o vigário arrependeu-se em perder seu tabardo, e imaginou como recuperar. Assim, mandou pedir emprestado à Belcolore um cadinho. Depois, mandou um subordinado ir à morada do casal, à hora do almoço quando estavam ambos em casa, devolver o cadinho, e pedindo para que devolvesse o capote dado em garantia. Sendo repreendida pelo marido por exigir penhor a um padre, teve a infiel que devolver a paga.

### Elisa
Em Florença vivia um jovem esperto, Maso del Saggio, que sabendo da ingenuidade de um tal Calandrino, resolveu pregar-lhe uma peça. Maso fala (ao perceber de Calandrino o escuta) da existência de pedras mágicas num local próximo de Florença. Calandrino aproxima-se, pergunta onde encontrar tais pedras, Maso inventa um lugar, e inventa também uma medida de distância (uma milanta). Maso fala de pedras que, moídas, dão farinha, de esmeraldas gigantes e, especialmente, do heliotrópio, pedra que tornaria invisível seu portador. Calandrino convida dois amigos, Bruno e Buffalmaco, para partirem em busca das tais pedras, com planos de, invisíveis, assaltarem estabelecimentos bancários. Bruno e Buffalmaco dizem acreditar na existência de tais pedras mágicas e, quando Calandrino enche os bolsos de pedras, eles fingem não vê-lo, aproveitando para apedrejá-lo. Calandrino, supondo-se invisível, volta para casa e, ao ser visto pela mulher, bate nela, acusando-a de ter quebrado o poder da pedra.

### Emília
O preboste de Fiésole tem amor a uma mulher viúva; ela não lhe tem amor; porém, pensando deitar-se com ela, deita-se com uma sua criada; e os irmãos da viúva fazem com que o seu bispo o encontre em tais condições.

### Filóstrato
Em Florença, três rapazes tiram as calças de um juiz marquesão, enquanto ele, na tribuna, expunha suas razões. Buscaram, assim, demonstrar às autoridades locais que colocavam como autoridades tolos, por serem mais baratos.

### Filomena
Bruno e Buffalmacco roubam, de Calandrino, um porco; convencem-no a fazer a experiência de o tornar a achar com bolotas de gengibre e vinho branco doce; dão-lhe duas dessas bolotas, uma em seguida à outra, porém daquelas destinadas a cães, feitas com aloés; e acontece que ele mesmo roubara o animal. Finalmente, levam Calandrino a readquirir o porco, se é que ele não deseja que eles contem o caso à esposa dele.

### Pampineia
Um estudante tem amor a uma viúva; esta, que está apaixonada por outrem, faz com que ele espere, em plena neve, uma noite inteira de inverno; em compensação, o estudante, por meio de conselho que lhe dá, faz com que ela, em pleno mês de julho, completamente nua, fique um dia inteiro sentada no alto de uma árvore, exposta às moscas, às mutucas e ao sol.

### Fiammetta

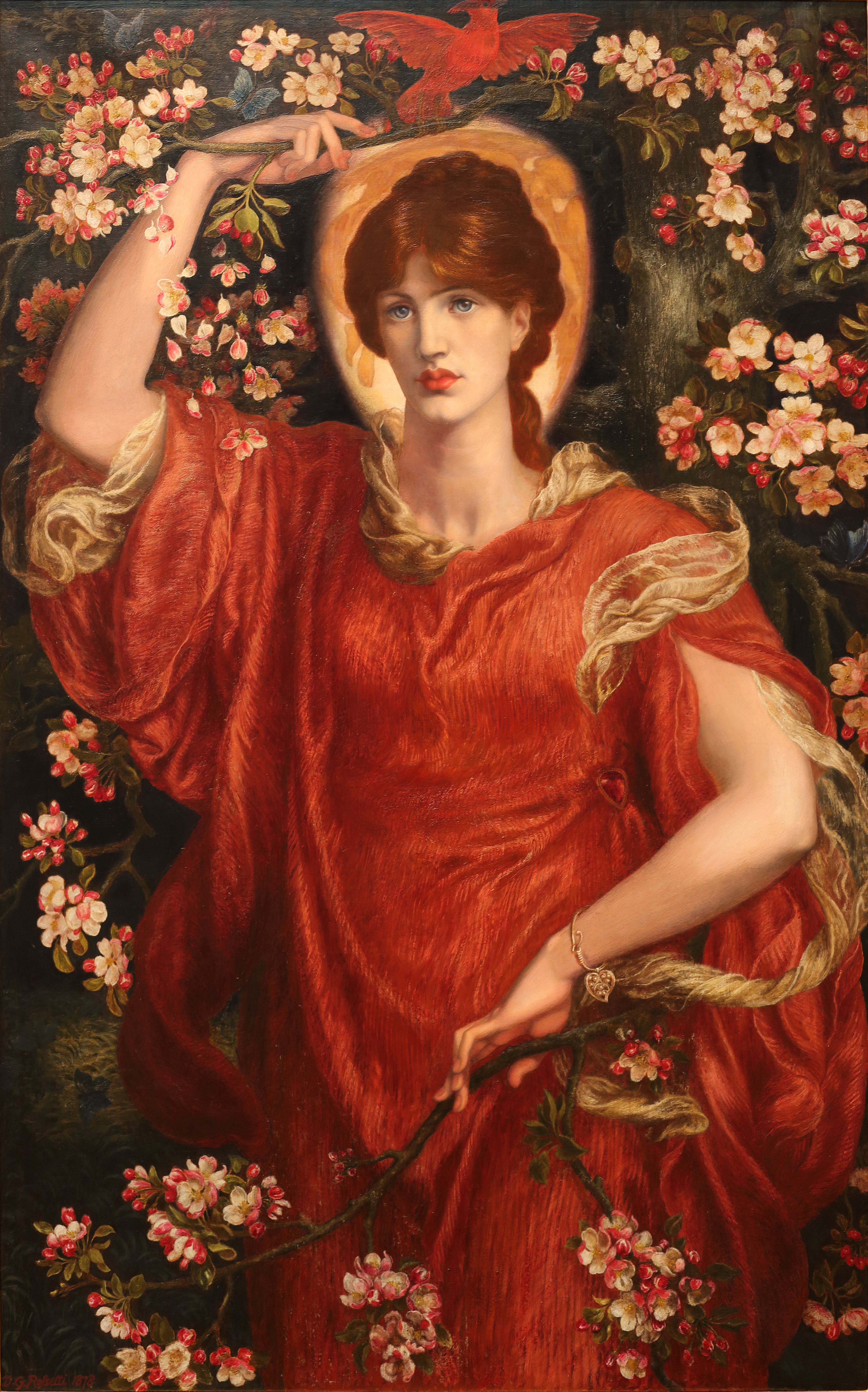
A visão de Fiammetta
por Dante Gabriel Rossetti, 1878.

Dois moços de Siena, Spinellochio e Zeppa, eram amigos, vizinhos e ambos casados com belas esposas. Spinellochio visitava frequentemente Zeppa e familiarizou-se com a esposa do amigo, a ponto de deitar-se com ela. Um dia, Zeppa voltou para casa antes da mulher, que chegou e não o viu. E logo chegou Spinellochio e a mulher disse que Zeppa não estava, começaram a se beijar e foram para a cama. Zeppa assistiu tudo em silêncio, tramando a vingança. Quando Spinelocchio saiu, Zeppa prometeu não castigar a esposa se ela cumprisse suas ordens: que chamasse Spinellochio a sua casa na tarde seguinte. E que quando Zeppa chegasse ela fizesse Spinellochio esconder-se num baú, que ela fecharia por fora. Sem escolha, a mulher aceitou. Com Spinellochio trancado na caixa, Zeppa mandou sua mulher convidar a mulher do vizinho, já que Spinellochio não voltaria para o almoço. Mandando que sua esposa saísse, Zeppa revelou à vizinha a traição de que estavam sendo vítimas, e convidou-a a se vingar do marido. Ela aceitou e a vingança se consumou sobre o baú, com Spinellochio a tudo ouvindo, sem reagir. Terminada a vingança, Zeppa chamou a mulher e abriu o baú, revelando a presença de Spinellochio. Acabaram concordando que o melhor seria continuarem em paz e, a partir de então, cada um dos maridos teve duas esposas, e cada esposa, dois maridos.

### Laurinha
Mestre Simão, que é médico, pretende entrar para um bando de corsários, do qual supõe que Bruno e Buffalmacco participam. Para tanto, é induzido a ir, de noite, a certo lugar; então, é jogado, por Buffalmacco, a uma cloaca, onde é abandonado.

### Dionéio
Salabaetto, um jovem mercador, chegou a Palermo com o navio carregado de mercadorias, registradas na aduana, valendo 500 florins. A senhora Iancofiore, tendo lido os livros da aduana, passou a cortejar Salabaetto que, seduzido pela beleza da senhora, caiu de amores por ela. A senhora Iancofiore acaba por marcar um encontro com Salabaetto, intermediado pela criada. O encontro se dá numa casa de banhos, sob os cuidados de quatro escravas da senhora Iancofiore. Salabaetto é tratado como um rei pela senhora Iancofiore até que ela lhe pede um empréstimo de 500 florins. Ele dá e tudo muda, ela passa a evitá-lo, e ele percebe que foi enganado. Carrega seu navio com barris cheios de água do mar, forja um carregamento milionário e o registra na alfândega. Ele fala da fortuna que ganhou, ela devolve os 500 florins esperando ganhar muito mais. Ele pede a ela um adiantamento de mil florins, dando a mercadoria como garantia. Ela empresta, e ele desaparece de Palermo.

## Nona Jornada - Rainha Emília

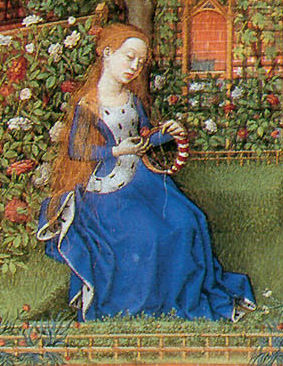
A rainha Emília.

►Temática: Os assuntos são livres, cada um fala daquilo que mais lhe apraz.

### Filomena
A viúva Francisca dei Lázzari, de Pistoia, tem dois inconvenientes cortejadores. Para livrar-se de ambos, exige que um finja-se de morto numa sepultura, por uma noite; ao outro, manda ao mesmo local, para trazer o corpo do defunto. Ambos tomam enorme susto e ficam sem poder concretizar o intento capaz de abrir-lhes o caminho à amada viúva que, assim, livra-se dos dois.

### Elisa
Uma abadessa ergue-se da cama, às pressas e no escuro, com o fito de ir surpreender uma sua monja, que fora acusada, junto com o próprio amante, no leito. Quem estava com a abadessa, na cama, era um padre; e a abadessa, pensando que punha na cabeça o saltério dos véus, colocou as calças daquele padre. Ao ver isso, a monja acusada fez com que ela notasse o engano; deste modo, a monja foi perdoada; e teve a comodidade que quis, para continuar com o seu amante.

### Filóstrato
Por insistência de Bruno, Buffalmacco e Nello, mestre Simão induz Calandrino a acreditar que está grávido. Calandrino dá, aos tais homens, capões e dinheiro, para que lhe comprem remédios; depois sara, sem dar à luz.

### Neífile
Em Buonconvento, Cecco do senhor Fortarrigo joga todas as coisas que possui, mais o dinheiro de Cecco do senhor Angiulieri; em camisa, sai correndo atrás dele, gritando que ele o roubara; e faz com que trabalhadores do campo o prendam; por fim, veste as roupas dele, monta no palafrém e, retirando-se, deixa-o em camisa.

### Fiammetta
Apaixona-se Calandrino por uma jovem; Bruno preprara um breve, para uso do Calandrino, ou um sortilégio, com o qual, logo que ele a toca, ela se lhe entrega. Calandrino é descoberto por sua esposa; e, com ela, tem uma discussão muito grande e aborrecida.

### Pânfilo
Em casa de certo homem, dois jovens hospedam-se; um deles vai deitar-se com a filha dele; e a mulher dele, sem o saber, deita-se com o outro. O rapaz que estava com a filha vai para a cama com o pai dela, e narra-lhe tudo o que aconteceu; fá-lo, porém, pensando contar ao seu colega; fazem os dois uma barulheira; a esposa, que só então toma ciência da situação criada, entra no leito da filha e, em seguida, com algumas palavras, consegue restabelecer a paz.

### Pampineia
Talano di Molese sonha que um lobo rasga a garganta e o rosto de sua mulher. Por isto, recomenda-lhe que tenha muito cuidado. A mulher não lhe dá ouvidos; e o sonho acontece-lhe.

### Laurinha
Biondello arma uma armadilha contra Ciacco, a respeito de uma refeição. Com muita cautela, Ciacco vinga-se dele, fazendo com que apliquem em Biondello uma surra inesquecível.

### Emília
Dois rapazes solicitam conselho a Salomão; um deles, para obter o ser amado; o outro, para poder castigar a mulher de mau gênio. Ao primeiro, aconselha Salomão que ame; ao segundo, que vá à ponte All'Oca.

### Dionéio
Por instância do compadre Pedro, Donno Gianni realiza o feitiço destinado a transmudar sua esposa em égua; quando está a ponto de aplicar a cauda, o compadre Pedro, afirmando que não deseja a cauda, arruina o efeito de todo o feitiço.

## Décima Jornada - Rei Pânfilo

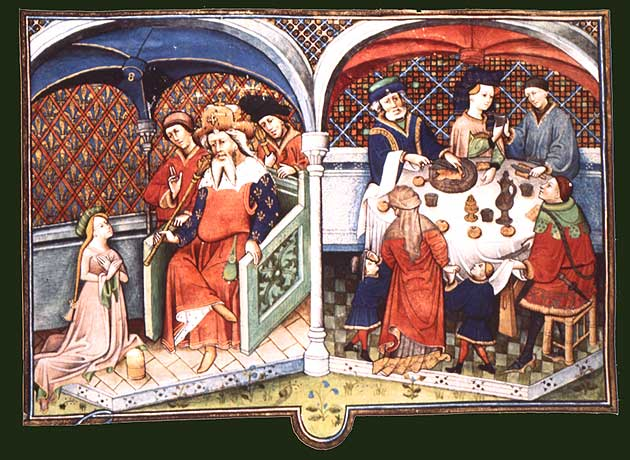
Iluminura do Decamerão
Edição holandesa de 1432.

►Temática: Fala de quem tenha agido com generosidade, quer movido pelo amor, quer por outro sentimento.

### Neífile
Um cavaleiro serve o rei da Espanha; tem a impressão de que não é bem pago. Por isso o rei, com inegável experiência, lhe mostra que isso não era culpa dele, mas sim da sorte inversa dele, cavaleiro; e, em seguida, dá-lhe generosa recompensa.

### Elisa
Guino di Tacco aprisiona o abade de Cluny, e cura-o do mal de estômago; em seguida, dá-lhe liberdade. Voltando à corte de Roma, o abade reconcilia Guino di Tacco com o papa Bonifácio, que lhe dá a prioria do hospital.

### Filóstrato
Mitrídanes sente inveja da cortesia de Natã; parte à sua procura, disposto a matá-lo; mesmo não o conhecendo, encontra-o; e, informado por ele mesmo quanto ao modo de o achar, vai encontrá-lo num bosquezinho, conforme aquela informação. Mitrídanes reconhece em Natã o homem que lhe dera a informação, fica envergonhado e torna-se seu amigo.

### Laurinha
Vindo de Módena, o senhor Gentil dei Carisendi retira, da sepultura, uma mulher casada, que ele amou, que fora enterrada como morta. A mulher, recuperando os próprios sentidos, dá à luz um filho; e o senhor Gentil devolve a mulher e o filho a Niccoluccio Caccanimico, marido dela.

### Emília
Ao senhor Ansaldo a senhora Dianora pede um jardim, que seja tão lindo em janeiro como em maio. Usando os serviços de um nigromante, o senhor Ansaldo satisfaz o pedido. Então, o marido dela permite que ela satisfaça o desejo do senhor Ansaldo; este, contudo, ao saber da liberalidade do marido, desobriga-a da promessa; e o nigromante, sem querer nada para si próprio, desobriga o senhor Ansaldo.

### Fiammetta
O rei Carlos, velho vitorioso, enche-se de paixão por uma jovenzinha. Fica envergonhado do seus sentimento amalucado; e realiza o casamento condigno tanto dela como de uma irmã.

### Pampineia
Sabendo do ardente amor que por ele nutria a jovem Lisa, doente, o rei Pedro esforça-se por confortá-la. Depois, realiza o casamento dela com um rapaz de grandes méritos. Em seguida, oscula-a na fronte, jurando que para sempre seria seu cavaleiro.

### Filomena
Pensando ser esposa de Gisippo, Sofrônia é esposa de Tito Qüínzio Fulvo, e vai, em sua companhia, para Roma. Gisippo chega a Roma em mau estado; supondo-se desprezado por Tito, deseja morrer, e declara ter assassinado um certo homem, para ser condenado à morte. Tito reconhece-o no tribunal e, a fim de libertá-lo, confessa-se a si próprio assassino daquele tal homem. Assistindo a esta nobre disputa entre dois inocentes, o verdadeiro assassino se apresenta. Por isso, Otaviano ordena que todos sejam libertados; Tito, então, dá sua própria irmã, como esposa, a Gisippo; e com ele divide todos os seus bens.

### Pânfilo
Em trajes de mercador, Saladino recebe a homenagem do senhor Torello. Faz-se a cruzada. O senhor Torello determina um prazo para que, caso ele não regresse, sua mulher torne a casar-se. É preso; e, por cuidar de amestrar pássaros, a notícia de sua prisão vai ter aos ouvidos de Saladino. Este o reconhece; faz-se reconhecer por ele; e presta-lhe muitas honras. O senhor Torello, doente, é transportado, por artes mágicas, numa certa noite, para Pavia; durante as bodas, que então se celebram, de sua esposa, que voltara a casar-se, é por ela reconhecido; as núpcias são interrompidas; e ele retorna com ela para a sua residência.

### Dionéio

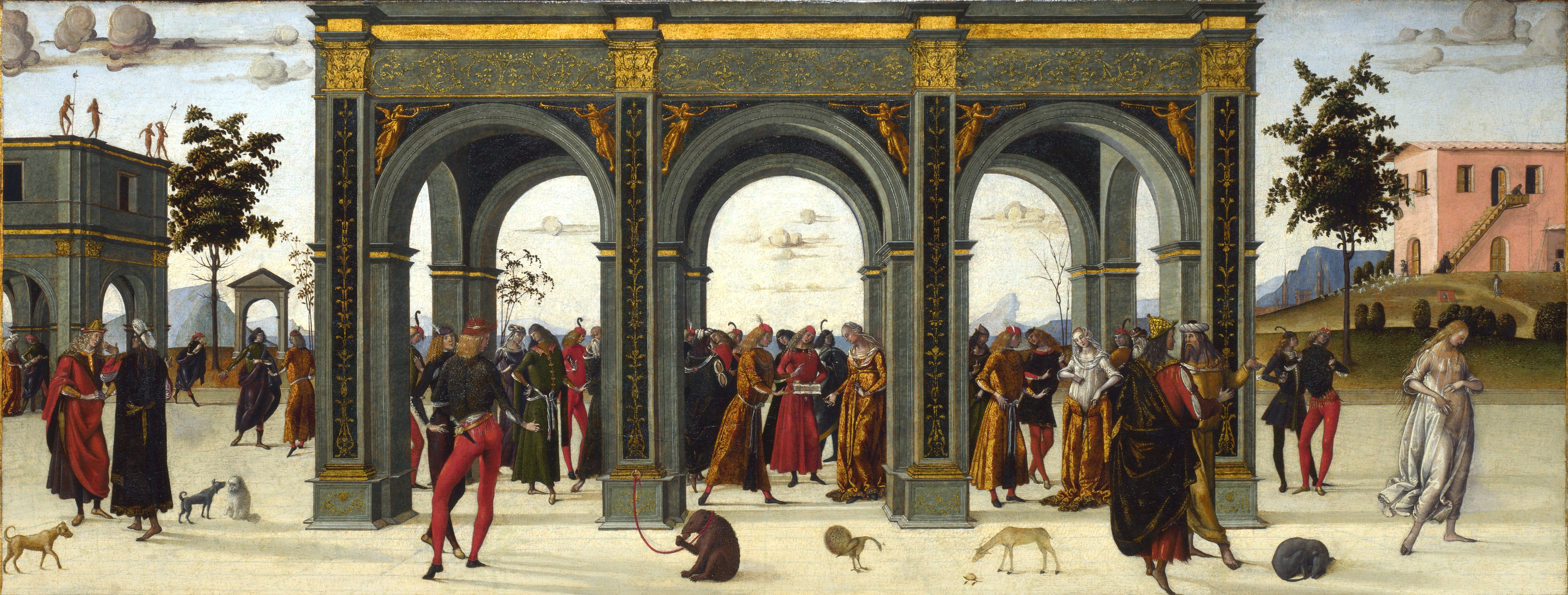
Painel representando a última novela do Decamerão: a história de Griselda.

Pelas súplicas de seus homens, vê-se o marquês de Saluzzo obrigado a casar-se; para casar-se segundo o seu gosto, ele escolhe a filha de um aldeão, de nome Griselda, da qual recebe, a seu tempo, dois filhos, que ele finge mandar matar. Depois, finge que outra vez se casa, repudiando a esposa que tem, e expulsando-a de sua casa em camisa. Mais tarde, manda chamá-la, apresentando-lhe, como nova esposa, a própria filha, já então crescida e bela. Finalmente, vendo a esposa verdadeira submeter-se, com toda a paciência, a todas as provações, o marquês faz com que ela volte aos seus braços e ao seu lar; então, mostra-lhe os filhos; honra-a como a autêntica marquesa; e faz com que ela seja venerada por todos como tal.

### Despedida
Finda a última novela, Dionéio toma as providências para a partida no dia seguinte. Após o jantar o grupo cantou e dançou, entoando Fiammeta, por ordem "real", uma canção. Após ela, outras tantas foram entoadas. No dia seguinte, todos voltaram a Florença, onde se despediram.

## Conclusão do autor
A obra encerra-se com este último item, em que Boccaccio diz ter seguido a narrativa de algo como se tivera ocorrido de fato: "Contudo, eu não podia nem devia escrever senão as novelas narradas" e "...ainda que se queira pressupor que eu seja o inventor e o escritor delas - coisas que não fui -, declaro que não sentiria vergonha do fato de nem todas serem lindas".
Conclui Boccaccio sua obra, com uma exortação: "E vocês, agradáveis mulheres, vivam na paz de Deus; e lembrem-se de mim, se, por alguma coisa, alguma de minhas novelas lhes deu a recompensa de a terem lido".